# Ross (rzeka)
Ross (ang. Ross River) – rzeka w Australii, w stanie Queensland. Bierze swój początek z Jeziora Ross, przepływa przez miasto Townsville, uchodzi do Morza Koralowego. Na rzece zlokalizowana jest zapora wodna Ross River oraz trzy jazy: Aplin (zbudowany w 1927), Gleeson (ukończony w 1908) oraz Black (wybudowany w 1930, zmodernizowany w 1934).